# Йоганн Штраус (син)
Йо́ганн-Бапти́ст Штра́ус II (нім. Johann Baptist Strauss; 25 жовтня 1825 — 3 червня 1899) — австрійський композитор, скрипаль, диригент. Старший син Йоганна Штрауса-старшого.

## Біографія
Народився 25 жовтня 1825 року у Відні. 1844-го організував власний концертний ансамбль, що потім переріс в оркестр і незабаром приніс популярність Штраусу-диригенту і композиторові. По смерті батька Штраус об'єднав його оркестр зі своїм і здійснив концертні поїздки по європейських містах; у 1856-65 роках й 1869 році бував у Російській імперії, керував літніми концертними сезонами в Павловську (під Петербургом), де виконував твори західноєвропейських, російських композиторів і власну музику. У 1863-70 роках — диригент віденських придворних балів.
1870 року відмовився од роботи придворного диригування, що, однак, не завадило йому продовжувати гастролі з тріумфальним успіхом. У 1872 році Штраус гастролював у США, в 1872 й 1886 роках виступав у Москві й Петербурзі. У 1871 році Штраус написав свою першу оперету — «Індиго та 40 розбійників», а після успішної прем'єри третьої оперети Штрауса — «Летюча миша», він здобув всесвітнє визнання як оперетний композитор.

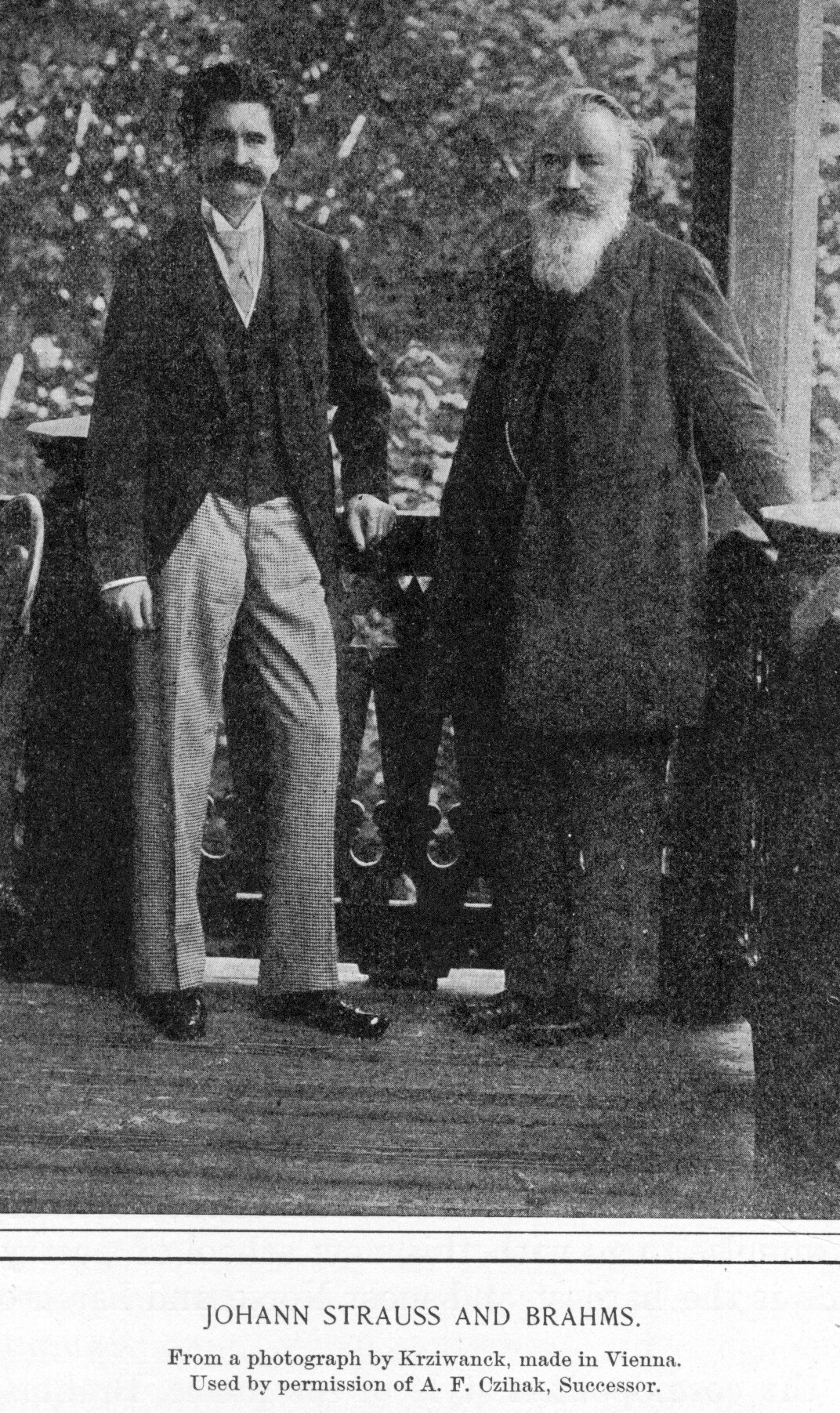
Йоганн Штраус і Йоганнес Брамс у Відні

У 1862 році Йоганн Штраус одружився зі співачкою (Єтті Трефц), яка вже мала до нього трьох дочок і чотирьох синів, що, однак, не завадило їхньому шлюбу. Разом вони прожили до 1878 року, коли Єтті Трефц померла. Уважають, що саме вона надихнула Штрауса на роботу в оперетному жанрі.
Другий шлюб Штрауса з актрисою Анґелікою Дітріх не був щасливим, що змусило композитора подати на розлучення. Відмова Римо-католицької церкви у розлученні змусила Штрауса перейти у протестантизм та змінити громадянство, у 1887 році він прийняв громадянство держави Саксен-Кобург-Готи. У серпні 1887 року Штраус одружився втретє з Аделлю Дойч, якій пізніше він присвятив популярний вальс «Адель».
У 1892 році Йоганн Штраус спробував себе в оперному жанрі, проте його єдина опера — «Лицар Пасман» (Ritter Pásmán) не набула популярності. У травні 1899 року він застудився на ранку в придворному театрі, де диригував увертюрою до «Летючої миші», почалося запалення легенів, яке стало для композитора фатальним. 3 червня 1899 року Штраус помер. Похований Йоганн Штраус на Віденському центральному кладовищі.

## Творчість
Штраус — найвидатніший майстер віденського вальсу і віденської оперети. Написав близько 500 творів танцювальної музики (вальси, польки, мазурки), які підняв на високий художній рівень. Спирався на традиції Франца Шуберта, Карла-Марії фон Вебера, Йозефа Ланнера, а також свого батька (у тому числі розвинув форму 5-частинного вальсового циклу з інтродукцією і кодою), симфонізував вальс і додав йому індивідуальну образність. Романтична натхненність, мелодійна гнучкість і краса, опора на австрійський міський фольклор, практику побутового музикування обумовили популярність вальсів Штрауса «Прощання з Петербургом» (1858 рік), «Життя артиста», «На прекрасному блакитному Дунаї» (обидва — 1867 рік), «Казки Віденського лісу» (1868 рік), «Віденська кров» (1873 рік), «Весняні голоси» (1883 рік), «Імператорський вальс» (1890 рік) як в Австрії, так і в інших країнах.
Штраус почав писати оперети під впливом Жака Оффенбаха в 1870-х роках. Однак, на відміну од драматургійно насиченої французької оперети, в опереті Штрауса панує стихія танцю (залучається головним чином вальс, а також чардаш, галоп, мазурка, кадриль, полька тощо). Вершини творчості Штрауса в цьому жанрі — «Летюча миша» (1874), «Ніч у Венеції» (1883), «Циганський барон» (1885). Штраус вплинув на творчість Оскара Штрауса (не був його родичем, але діставав поради від нього щодо роботи в театральному жанрі), Франца Легара, Імре Кальмана, а також Ріхарда Штрауса (опера «Кавалер троянди»). Музику Штрауса цінували його сучасники — Й. Брамс, М. А. Римський-Корсаков, П. І. Чайковський та інші.

## Брати
- Йозеф Штраус (1827–1870) — автор популярних оркестрових п'єс; диригент в оркестрі Штраусів з 1853 року, з яким гастролював по європейських містах (у 1862 році — в Павловську).
- Едуард Штраус (1835–1916) — автор танцювальних творів; скрипаль і диригент в оркестрі Штраусів, з яким в 1865 і 1894 роках виступав з концертами в Петербурзі й Павловську; з 1870 року став спадкоємцем Йоганна Штрауса на посаді диригента віденських придворних балів.

## Твори

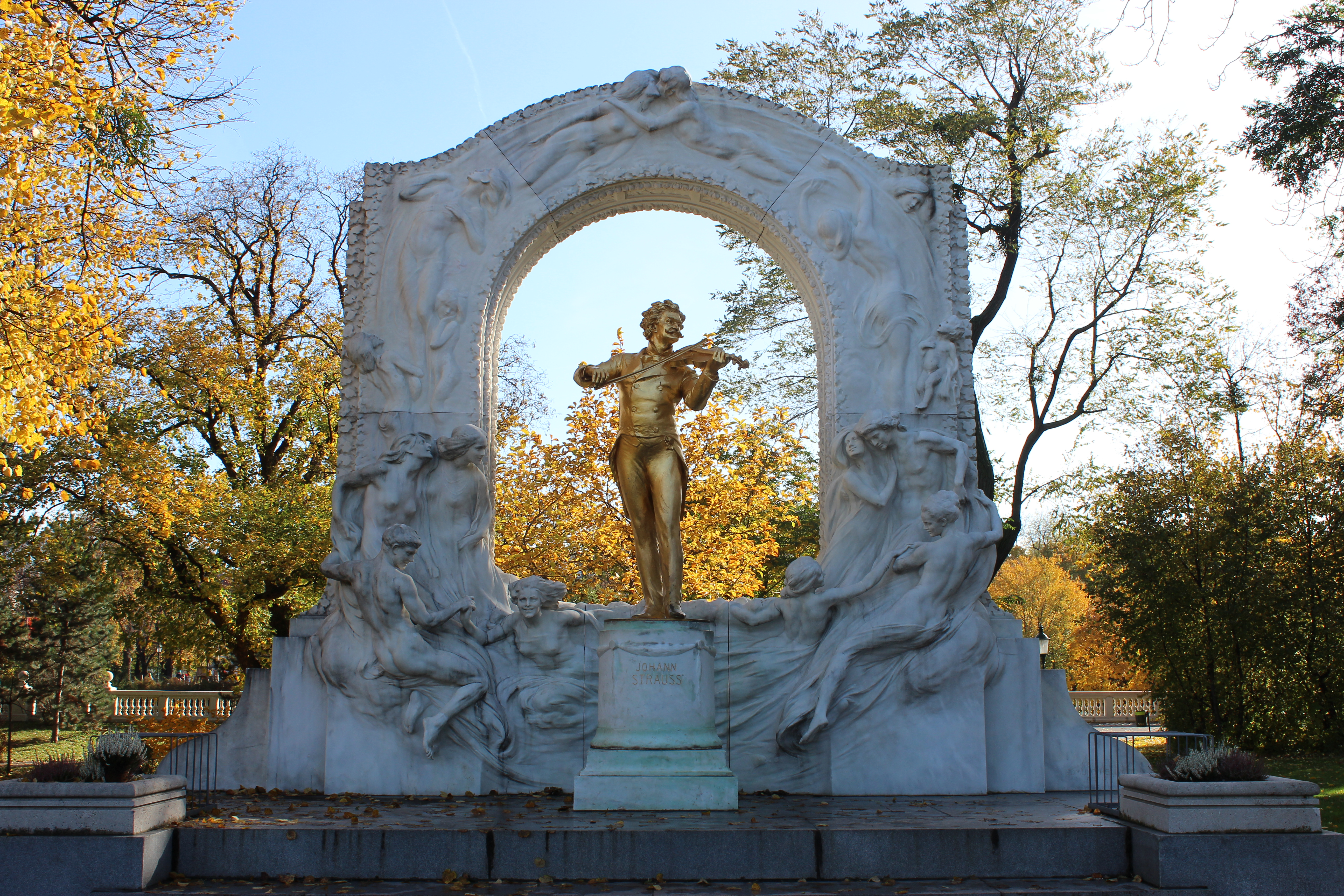
Пам'ятник Й. Штраусу у Віденському міському парку

- Комічна опера Лицар Пасман (1892, Відень);
- балет Попелюшка (оркестрував Й. Баєр; 1901, Берлін);
- оперети (16)
  - Індиго та 40 розбійників (1871)
  - Римський карнавал (1873),
  - Кажан (1874),
  - Каліостро у Відні (1875),
  - Князь Матусаїл (1877),
  - Піжмурки (1878),
  - Мереживна хустка королеви (1880),
  - Весела війна (1881; усе — Відень),
  - Ніч у Венеції (1883, Берлін),
  - Ромський барон (1885),
  - Сімпліцій (1887),
  - Принцеса Нінетта (1893),
  - Яблучне свято (1894),
  - Підмаренник запашний (1895),
  - Богиня Розуму (1897; усе — Відень);
- оркестрові —
  - вальси (близько 160)
    - Пісні кохання (1852),
    - Прощання з Петербургом (1858),
    - На прекрасному блакитному Дунаї (1867),
    - Життя артиста (1867),
    - Казки Віденського лісу (1868),
    - Вино, жінки та пісні (1869),
    - Тисяча і одна ніч (1871),
    - Віденська кров (1873),
    - Каліостро (1875),
    - Прекрасний травень (1877),
    - Троянди з півдня (1880),
    - Поцілунок (1881),
    - Весняні голоси (1883),
    - Лагуни (1883),
    - Віденські жінки (1886),
    - Імператорський вальс (1888) та інші;

  - польки (117),
  - кадрилі (понад 70),
  - галопи (32),
  - мазурки (31),
  - марші (43) та інші.

## Переклади українською
Українська поетеса і перекладачка Тетяна Череп-Пероганич переклала з російської інструментальні твори Йоганна Штрауса для голосу «Блакитний Дунай» (слова невідомого автора), «Казки Віденського лісу» (слова С. Степанової) з концертно-камерного репертуару Євгенії Мірошниченко. Ці переклади увійшли до видання «Душа — се конвалія ніжна…», що вийшло друком в 2021.

## Вшанування пам'яті
Вулиця Штрауса у містах Дніпро, Кривий Ріг, Горлівка.
Провулок Штрауса у Дніпрі.